# Matthew Jurman
Matthew Jurman (* 8. Dezember 1989 in Wollongong) ist ein australischer Fußballspieler.

## Karriere
Jurman besuchte 2007 das Australian Institute of Sport (AIS) und unterzeichnete im September 2007 einen Kurzzeitvertrag beim Sydney FC, da einige Spieler des Klubs mit der Nationalmannschaft unterwegs waren. Nach Ablauf des Vertrags kehrte er an das AIS zurück. Anschließend spielte er für Sydney Olympic in der New South Wales Premier League, bevor er im Sommer 2008 einen Vertrag beim Sydney FC als Jugendspieler für die neu geschaffene National Youth League unterzeichnete. Obwohl primär für das Jugendteam vorgesehen, mit dem er die Meisterschaft in der Premierensaison gewann, absolvierte er in der Spielzeit 2008/09 auch insgesamt sechs Einsätze für die Profimannschaft in der A-League. Jurman wird überwiegend als Links- oder Innenverteidiger aufgeboten.
2008 gehörte Jurman zum Aufgebot der australischen U-20-Auswahl bei der U-19-Asienmeisterschaft. Beim Erreichen des Halbfinals kam Jurman zu zwei Einsätzen für die Young Socceroos und schaffte damit die Qualifikation für die Junioren-WM 2009 in Ägypten. Bei der WM-Endrunde gehörte Jurman ebenfalls zum Aufgebot und kam beim Vorrundenaus zu zwei Einsätzen.